# Karl Decker
Karl Decker (5. září 1921 – 27. září 2005) byl rakouský fotbalista, později trenér. S First Vienna FC vyhrál 2krát ligu, 2krát byl nejlepším střelcem ligy.
Za First Vienna odehrál 253 zápasů a vstřelil 281 gólů, což z něj činí nejlepšího střelce v historii klubu.

## Reprezentační kariéra
Hrál za německou i rakouskou reprezentaci, v 33 zápasech (celkem) vstřelil 26 gólů. Byl součástí týmu Rakouska na LOH 1948, na turnaji ale nehrál.